# Эр, Теобальд фон
Теоба́льд Ре́йнгольд фон Эр (нем. Theobald Reinhold von Oer; 9 октября 1807, Штромберг — 30 января 1885, Косвиг) — немецкий художник, иллюстратор и офортист. Получил известность благодаря своим портретам, жанровым и историческим полотнам.

## Биография
Теобальд фон Эр — сын вестфальского ландрата Клеменса фон Эра. Его брат Максимилиан фон Эр стал писателем. Теобальд увлёкся живописью и проявлял талант. В возрасте 12 лет Теобальд фон Эр заболел скарлатиной, осложнением которой стала потеря слуха и частично речи. В 19 лет Эр поступил учиться в Дрезденскую королевскую художественную академию и вскоре стал примерным студентом и перевёлся в Дюссельдорф.
С 1839 года Эр проживал в Дрездене. 12 октября 1840 года он женился на уроженке Дрездена Марии Шуман, дочери председателя высшего апелляционного суда Эрнста Шумана. В браке родилось несколько детей, в том числе также ставшая художницей Анна Мария фон Эр. Теобальд фон Эр умер в 1885 году и был похоронен на Старом католическом кладбище в Дрездене.
Основным направлением творчества Эра была историческая живопись. На стиль Эра значительное влияние оказало его пребывание в Италии в 1837—1839 годах. Одним из самых известных произведений Эра, выполненных на заказ, является «Княгиня Голицына в кругу друзей» 1864 года. Дочь генерал-фельдмаршала Самуэля фон Шметтау, супруга русского дипломата Дмитрия Алексеевича Голицына, фрейлина Анны Елизаветы Луизы Бранденбург-Шведтской, игравшая важную роль в католическом Просвещении в Мюнстерском епископстве, изображена в окружении своих друзей перед своим домом в Ангельмодде под Мюнстером. Картина была написана спустя 64 года после запечатлённой на ней встречи.